# Дашян Артак Артюшевич
Артак Дашян (вірм. Արտակ Դաշյան, *20 листопада 1989, Єреван) — вірменський футболіст, півзахисник македонського «Вардара» та збірної Вірменії.

## Клубна кар'єра
Вихованець футбольної школи «Шенгавіт» та школи клубу «Бананц» з рідного Єревана. З 2007 року почав залучатися до виступів друго] та основно] команд клубу у матчах першості Вірменії. У складі «Бананца» провів 27 ігор у вищій лізі чемпіонату, відзначився 8 голами. У складі команди 2007 року став володарем Кубку Вірменії та срібним призером чемпіонату країни. 
На початку 2010 року провів тренувальні збори разом з донецьким «Металургом», очолюваним болгарським спеціалістом Ніколаєм Костовим, який раніше тренував «Бананц». По результатах зборів уклав з донецьким клубом трирічний контракт з можливістю пролонгації ще на два роки.
Закріпитися в основному складі донецької команди не вдалося і навесні 2011 року гравця було віддано в оренду до його попереднього клубу, «Бананца». Дашян без зусилля влився в тренерську схему команди. З завершенням кар'єри в середині сезону Артура Восканяна, капітаном команди став Арсен Балабекян, а Дашян став віце-капітаном. Після завершення сезону керівництво клубу вирішило не продовжувати контракт з Балабекяном, який у зв'язку з цим був змушений покинути клуб, а Дашян таким чином став капітаном команди.
На початку 2013 року перейшов у «Гандзасар», але закріпитись в команді не зумів, тому на початку 2014 року віддавався в оренду в бахрейнський «Аль-Мухаррак».
4 липня 2014 року Дашян підписав контракт з найтитулованішим клубом Македонії «Вардаром» і став виступати разом зі своїм співвітчизником і колишнім партнером по «Бананцу» Оганесом Амбарцумяном. В першу ж сезоні вони допомогли клубу в чергове виграти чемпіонат Македонії.

## Виступи за збірні
2008 року почав викликатися до молодіжної збірної Вірменії, а вже з 2009 — до національної збірної країни. У складі головної команди Вірменії дебютував 11 лютого 2009 року у товариській грі проти збірної Латвії (нічия 0:0).

## Досягнення
- Чемпіон Вірменії (5):

«Алашкерт»: 2016-17, 2017-18
«Пюнік»: 2021-22, 2023-24
«Ноах»: 2024-25
- Володар Кубка Вірменії (2):

«Бананц»: 2007
«Ноах»: 2024-25
- Володар Суперкубка Вірменії (2):

«Алашкерт»: 2016, 2018
- Чемпіон Македонії  (2):

«Вардар»: 2014-15, 2015-16